# Valtierra
Valtierra – gmina w Hiszpanii, w Nawarze, o powierzchni 50,27 km². W 2011 roku gmina liczyła 2523 mieszkańców.